# 比尤纳维斯塔 (科罗拉多州)
比尤纳维斯塔（英語：Buena Vista），是美国科罗拉多州查菲县下属的一座城市。建市于1879年11月8日，面积大约为3.455平方英里（8.949平方公里）。根据2010年美国人口普查，该市有人口2,617人。2011年估计该市有人口2,638人，相比2010年人口增长率为0.80%。同时，论人口该市是科罗拉多州第98大城市。